# 4711 (merknaam)

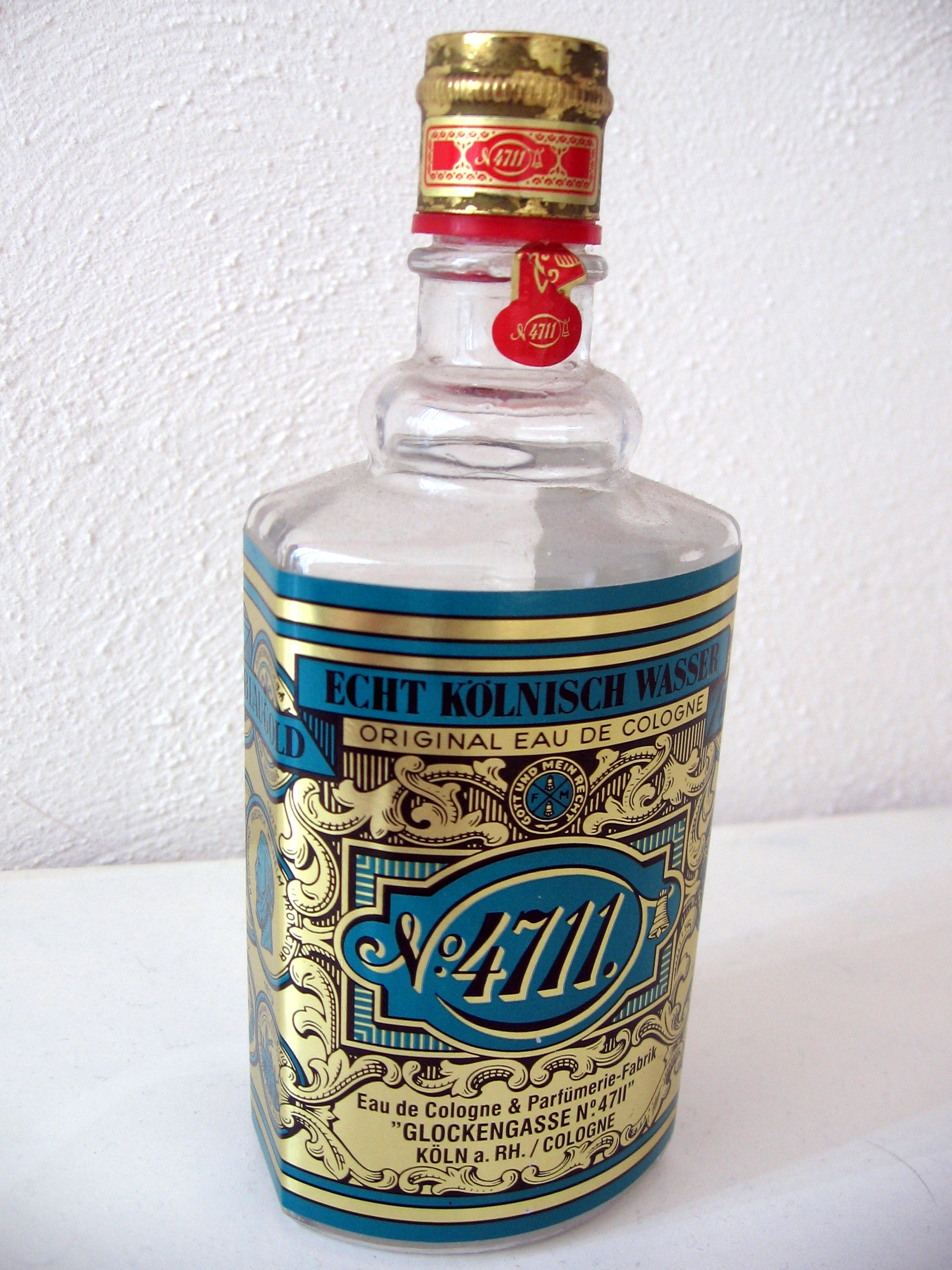
Flesje 4711 eau de cologne.

4711 is een merknaam van de beroemde eau de cologne (Frans voor Keuls water) van de firma Mühlens GmbH & Co. uit Keulen, sedert 2007 onderdeel van Mäurer & Wirtz.

## Historie
De naam 4711 refereert aan het huisnummer van het pand aan de Glockengasse  № 4711 in Keulen, waar het product vanaf circa 1794 werd geproduceerd door de familie Mühlens. Men zegt dat in 1792 Wilhelm Mühlens het recept als huwelijksgeschenk cadeau had gekregen van een monnik. Toen de Franse troepen het Rijnland bezetten, had de Franse bevelhebber, generaal Daurier, in 1796 bevolen om alle huizen in Keulen oplopend te nummeren, teneinde een einde te maken aan de verwarrende nummering in de kleine steegjes van Keulen en zo de inkwartiering van zijn troepen te vergemakkelijken.
In 1803 kocht de speculant Wilhelm Mülhens de naam- en bedrijfsrechten van een zekere Franz Maria Farina uit Italië. Omdat hij wist, dat op het gebied van eau de cologne het merk Farina gegenüber het bekendste was, verkocht hij het naamrecht Farina door aan ongeveer 20 vervaardigers van eau de cologne en produceerde ook zelf.
In 1835 werden deze transacties gerechtelijk als ongeldig verklaard, daarop zocht de zoon van W. Mülhens opnieuw een naamgever uit Italië. In 1881 moest de kleinzoon Ferdinand Mülhens volgens het gerecht de bedrijfsnaam “Franz Maria Farina” voorgoed opgeven. Hij koos dus zijn toenmalig huisnummer 4711 als merknaam en noemde zijn bedrijf "Eau de Cologne & Parfümerie Fabrik Glockengasse 4711 gegenüber der Pferdepost, von Ferdinand Mühlens". De Franse nummering was overigens in 1811 alweer afgeschaft.

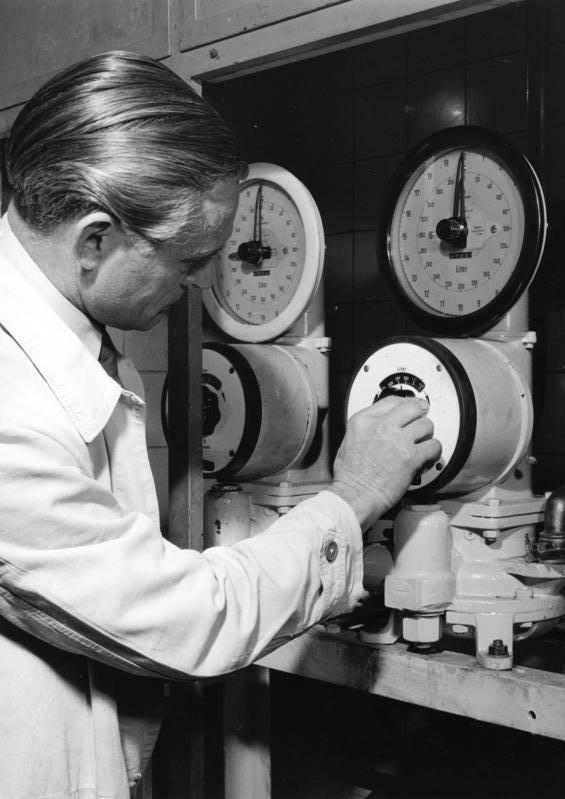
Een medewerker van de 4711 fabriek bedient de leiding waarmee het Keulse water van de kelder naar de fabriek wordt geleid.

In 1990 veranderde de naam naar "Mülhens GmbH & Co. KG", in 1994 werd het bedrijf overgenomen door de Wella AG Darmstadt. Sinds 1997 voerde de Wella AG hun cosmeticazaken uit onder het dak van Cosmopolitan Cosmetics GmbH, waarbij dan ook de Mülhens GmbH & Co. KG hoorde.
In 2003 werd de Wella AG overgenomen door de Amerikaanse wasmiddel- en cosmeticafabrikant Procter & Gamble. Het vrij regionale merk 4711 paste echter niet volledig bij het concept van de internationaal georiënteerde concern Procter & Gamble. In december 2006 werd het merk doorverkocht aan de Duitse parfummaker 'Mäurer und Wirtz', en is daarmee weer 'in Duitse handen'. De overeenkomst behelst naast het merk ook het huis aan de Glockengasse waar het geurwater oorspronkelijk werd gemaakt en wat nu een museum is.

## De geschiedenis en legende van het huisnummer 4711

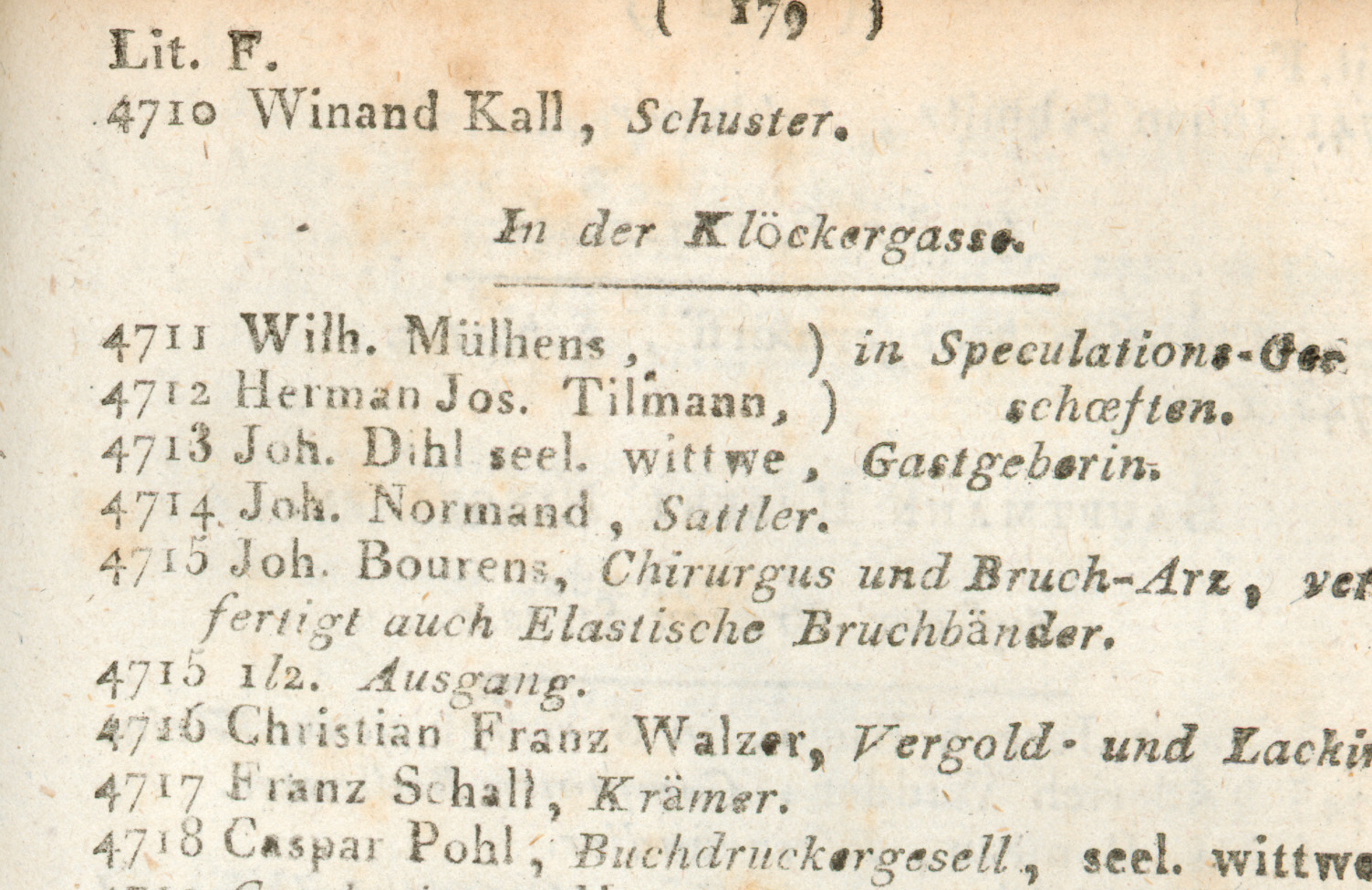
Derde versie van het adresboek van Keulen uit 1797, pagina 179, met bovenaan huisnummer 4711.

Terwijl Franse troepen voor Keulen staan, stemt de gemeenteraad op 3 oktober 1794 in met het voorstel van de wachtcommissie, aan alle huizen van de stad een nummer te geven en ze naarmate van afgelegenheid te belichten. De belichting moet meteen plaatsvinden, de numeratie wordt in opdracht gegeven.
Op 20 oktober 1794 schrijft het raadslid Gottfried von Gall in zijn dagboek, dat men doorgaat met het 8 dagen geleden begonnen nummeren en beschriften van de huizen.
Pas in het derde adresboek van 1797 wordt Wilhelm Mülhens als bewoner genoemd, als beroep is aangegeven: in speculatiezaken; onder de fabrikanten van Kölnisch Wasser wordt hij in het branchregister nog niet vermeld.
In het voorwoord van het Franstalige adresboek van 1813 beweert uitgever Thiriart, dat er voor de aankomst van de Fransen geen huisnummering zou hebben bestaan (inconnu à Cologne avant l’arrivée des armées françaises au bord du Rhin), ze zou pas in 1795 zijn aanbevolen. Hier begint de vorming van de legende.
De afbeelding van de Franse officier, die hoog op zijn paard het nummer 4711 op de voorgevel van het huis in de Glockengasse schrijft is een product van reclame. Als voorbeeld diende een gobelin, die in 1920 in opdracht was gegeven. De afbeelding vond in de jaren vijftig en zestig grote verspreiding.

## Trivia

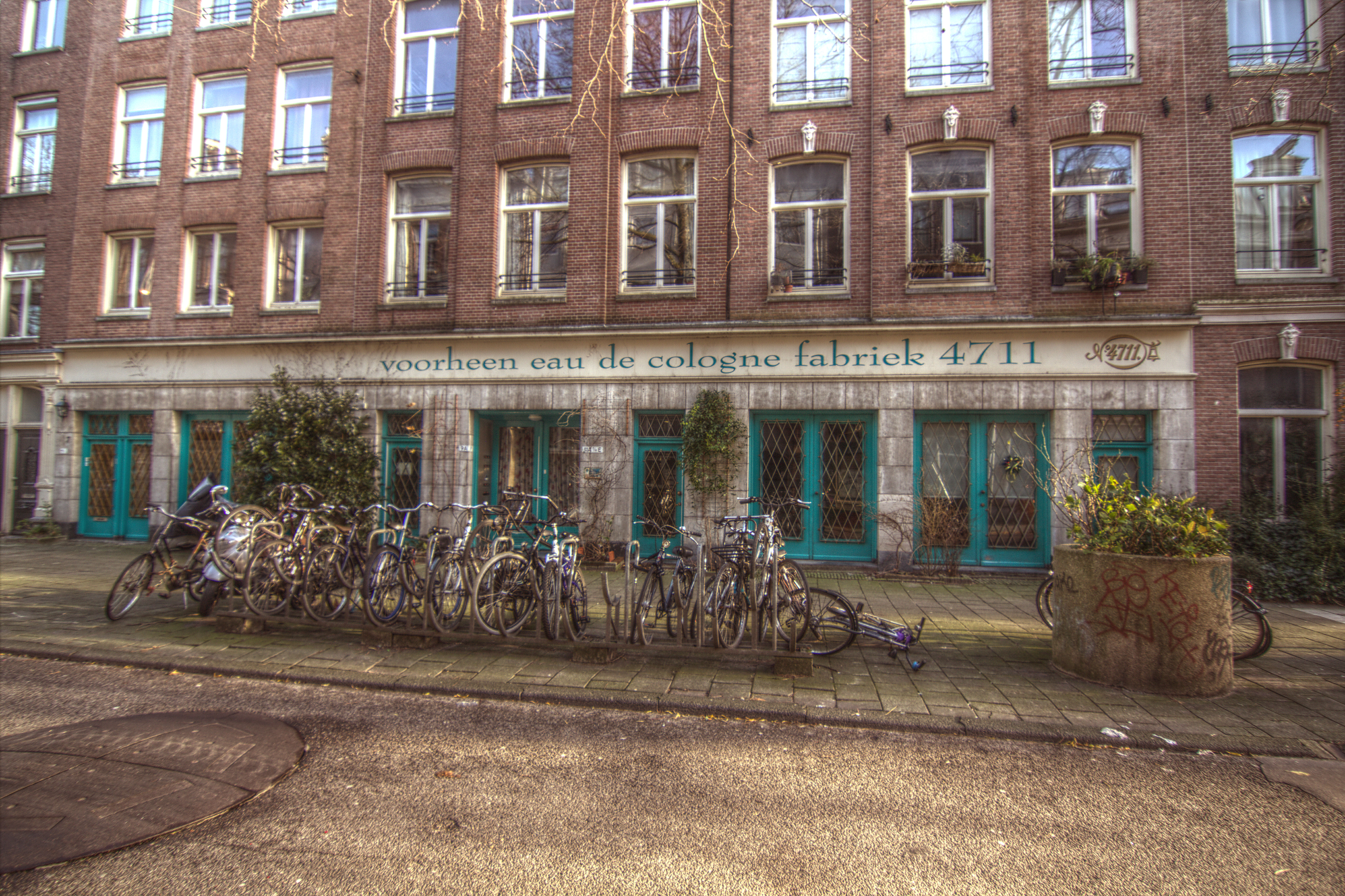
Frans Halsstraat met gevelinscriptie

- Een nummer van de zanger Boudewijn de Groot is getiteld "Canzone 4711".
- 4711 had een vertegenwoordiging in Nederland aan de Frans Halsstraat te Amsterdam